# Paolo Dagomari di Prato
Paolo Dagomari da Prato (1282 – 1374), cunoscut și ca Paulus Geometrus sau Paolo dell'Abbaco, a fost un matematician, astronom și poet italian.

## Contribuții
Este cunoscut pentru faptul că a utilizat virgula pentru a împărți numerele mari în grupe de câte trei cifre.
Au rămas de la el câteva fragmente de scrieri în domeniul aritmeticii și algebrei.
Printre acestea, cea mai cunoscută este Liber de abaco, imprimată la Basel în 1532.
1. 1 2  Dizionario Biografico degli Italiani